# Spandau Ballet
Spandau Ballet is een Britse popgroep die in de jaren 80 hits had als True, Gold en Through the Barricades. Spandau gold in de beginperiode als een van de kopstukken van de new-romantic-scene, een reactie op het rauwe realisme van de punk. Tussen 2009 en 2018 gaf de band reünieconcerten.

## Biografie

### Beginjaren
De band wordt in 1976 opgericht door zanger en tekstschrijver Gary Kemp (geboren op 16 oktober 1959) en gitarist Steve Norman (geboren op 25 maart 1960), twee schoolvrienden met een gedeelde muzieksmaak. Al snel krijgen ze versterking van drummer John Keeble (geboren op 6 juli 1959), bassist Michael Ellison (al snel vervangen door Richard Miller) en zanger Tony Hadley (geboren op 2 juni 1960).
De oorspronkelijke naam is The Cut, maar dit wordt eerst veranderd in The Makers om in 1979 uit te komen bij Spandau Ballet, naar de Berlijnse wijk Spandau. Gary's broer Martin (geboren op 10 oktober 1961) wordt de nieuwe bassist en Steve Dagger de manager. Tot dan toe klonk de band als The Kinks en The Rolling Stones in hun beginperiode, maar vanaf nu experimenteren ze met elektronische muziek en bezoeken ze regelmatig clubs als Sally's en Blitz, broedplaats van de New Romantics.

### Journeys en Diamond
In 1980 tekent Spandau Ballet bij Chrysalis Records; hun debuutsingle To Cut a Long Story Short wordt een top 5-hit in Groot-Brittannië. In februari 1981 verschijnt het door Richard James Burgess geproduceerde album Journeys To Glory (waarvan ook The Freeze en Musclebound op single worden uitgebracht); bijna alle recensies zijn lovend, alleen het weekblad Melody Maker spreekt van "Inhoudsloze muziek voor inhoudsloze mensen met inhoudsloze levens". Toch wordt het album bekroond met goud.
In de zomer van 1981 scoren de heren hun tot dan toe grootste hit met het Britfunknummer Chant No. 1; Steve Norman is inmiddels overgeschakeld naar percussie. Chant No. 1 is de voorbode van het album Diamond, dat pas in maart 1982 verschijnt; tegen die tijd lijken de successen alweer voorbij aangezien de tweede single Paint Me Down op een 30e plaats bleef steken, het album op 15 en het titelnummer niet eens de Britse top 40 haalde. De revanche komt met de vierde single: het door Trevor Horn geremixte Instinction.

### Doorbraak
Spandau verruilt de extravagante kleding voor nette pakken en Richard James Burgess voor Tony Swain en Steve Jolley; Steve Norman neemt naast percussie nu ook sax voor zijn rekening. Dit resulteert in het album True, dat in maart 1983 wordt uitgebracht. De eerste singles Lifeline en Communication bereiken in Groot-Brittannië respectievelijk de 7e en 12e plaats, maar met het titelnummer en de opvolger Gold is de internationale doorbraak een feit.
Spandau Ballet gaat op tournee met toetsenist Jess Bailey en een achtergrondkoor bestaande uit moeder en dochter Vicky en Sam Brown; op 23 september 1983 is de band openingsact tijdens Veronica's Rocknight.
Het vierde album wordt in München opgenomen; Parade verschijnt in juni 1984 en met Only When You Leave, I'll Fly For You, Highly Strung en Round & Round wordt de rij hits voortgezet. Ook werkt Spandau Ballet mee aan Band Aid en Live Aid.
Plannen voor een nieuw album moeten worden uitgesteld vanwege een rechtszaak tegen Chrysalis; in de tussentijd wordt een Singles Collection uitgebracht, die het in Groot-Brittannië tot de derde plaats schopt.
In 1986 tekent Spandau bij WEA/Universal en CBS en wordt in Dublin het meer rockgerichte Through The Barricades opgenomen; het album verschijnt in oktober en wordt voorafgegaan door de single Fight For Ourselves. Het titelnummer (opgevolgd door de anti-Thatcher-song How Many Lies?) is de laatste grote hit die de band zal scoren.

### Het begin van het einde
In 1988 verschijnt de single Raw als voorbode van het album Heart Like a Sky; dit wordt echter uitgesteld omdat de Kemps zijn gevraagd om de hoofdrollen te spelen in de gangsterfilm The Krays. Voorafgegaan door de tweede single Be Free with Your Love ziet Heart Like a Sky in september 1989 dan eindelijk het levenslicht, maar tegen die tijd zijn pers en publiek afgehaakt, vooral in Amerika waar het album niet eens uitkomt; zelfs Gary Kemp voelt zich vervreemd van de band. Alleen in Italië en Nederland is het album nog een succes te noemen; in Brittannië blijven de singles Empty Spaces en Crashed Into Love onderaan de top 100 hangen.
De tournee, waarvan het concert in Birmingham op video wordt vastgelegd, eindigt in maart 1990 in Schotland. Daarna gaat Spandau Ballet uit elkaar; weliswaar niet officieel, maar toch. De band heeft dan meer dan twintig miljoen platen verkocht.

## Solocarrières

### Tony Hadley
Hadley brengt in 1992 een solo-album (State of Play) uit; er verschijnen een paar singles van, maar geen van alle kunnen ze aan de Spandau-successen tippen. In 1995 brengt Hadley een live-album uit en verleent hij als zaalvoetballer zijn medewerking aan een liefdadigheidstoernooi van MTV.
In 1997 brengt Hadley zijn tweede solo-album uit, waarop hij voornamelijk nummers uit de jaren 80 covert. Zijn versie van Duran Duran's Save a Prayer wordt opgenomen met Simon le Bon himself. Daarna volgen nog diverse andere projecten.
Hadley doet in 2003 mee aan Reborn In The USA, een afvalrace voor ooit succesvolle artiesten die zich afspeelt in Amerikaanse kroegen. Tony wint en begint in 2004 aan een gezamenlijke Greatest Hits-tournee met deelgenoot Peter Cox (ex-Go West). Zijn derde soloplaat staat vol met swingnummers.
Begin 2007 is Hadley drie maanden in de musical Chicago te zien als Billy Flynn; daarna presenteert hij dertien maanden lang een programma bij de radiozender Virgin FM waarin hij party classics draait. Zijn voorganger is Suggs van de ska-popband Madness.

### Steve Norman
Norman brengt de jaren 90 op Ibiza door. Hij werkt er als percussionist en songwriter, en verleent in die laatste hoedanigheid zijn medewerking aan een solo-album van Münchener Freiheit-zanger Stefan Zauner. Na zijn terugkeer naar het Verenigd Koninkrijk ging Steve optreden met Cloudfish, de band rond ex-Bucks Fizz-zangeres Shelley Preston in Cloudfish. Hij heeft meegespeeld op een album van Bruce Foxton (voormalig bassist van The Jam) uit 2012 en is ook actief als soloartiest. Verder schrijft Norman columns voor het blad Ibiza Now.

### Gary en Martin Kemp
De Kemps gaan door met acteren en verblijven een paar jaar in Hollywood. Martin Kemp wordt in 1994 getroffen door een hersentumor waarvan hij herstelt. In 1999 belandt hij in de soap EastEnders, waarin hij de gangster Steve Owen speelt. Het levert hem een British Soap Award op voor Slechterik van het Jaar. In 2002 verlaat hij Eastenders nadat zijn karakter bij een spectaculaire achtervolging om het leven komt.
Gary Kemp speelt onder andere ook nog in de film The Bodyguard met Whitney Houston en Kevin Costner en brengt in 1996 een solo-album uit.

## Rechtszaak
In 1998 spannen Hadley, Norman en Keeble een royaltyproces aan tegen Gary Kemp; in april 1999 komen ze echter als verliezers uit de bus. Ze overwegen om in hoger beroep te gaan, maar zien daar vanaf. Om hun schulden te betalen verkopen ze hun rechten op de groepsnaam aan Gary Kemp en treden ze twee jaar lang op als "Hadley, Norman & Keeble; ex-Spandau Ballet. In 2001 wordt Hadley geïnterviewd voor het RTL-programma Typisch Tachtig.
In de jaren 00 verschijnen de cd-box Reformation (2002) en de live-dvd Live from the NEC (2005) met een concertopname uit 1986 in het National Exhibition Centre in Birmingham.

## Comeback en revival
Sinds december 2007 doen geruchten de ronde dat Spandau Ballet weer bijeen zou komen ter gelegenheid van hun dertigjarig jubileum. Op 23 maart 2009 zegt Hadley (dan 48) in een interview met The Independent dat de comeback er uiteindelijk toch komt met een nieuw album en een wereldtournee. Dit wordt twee dagen later officieel bevestigd aan boord van het schip HMS Belfast.
Op 24 april van dat jaar speelt Spandau genoemd nummer (plus een ingekorte versie van Gold) in de talkshow van Jonathan Ross; hij was als een van de eersten op de hoogte van hun reünie.
Op 13 oktober 2009 gaat de Reformation-tournee van start in Dublin; de Lage Landen worden aangedaan met vier concerten; drie in de HMH (1 november, december Top 2000 in Concert en 9 maart 2010) en Vorst Nationaal (10 maart 2010).

### Nieuw (oud) werk
Ondertussen is het album Once More verschenen met voornamelijk akoestische bewerkingen van de oude hits. Op 20 november 2009 wordt de nieuwe versie van True ten gehore gebracht tijdens Children in Need, de jaarlijkse BBC-geldinzamelingsactie voor kansarme kinderen.
In 2014 wordt de documentaire Soul Boys of the Western World vertoond tijdens het SXSW-festival en neemt Spandau drie nieuwe nummers op voor een verzamelalbum.

### Zonder Tony Hadley
In maart 2015 gaf de band voor het laatst een concert in Nederland met Tony Hadley. Begin juli 2017 kondigde hij zijn vertrek aan "wegens omstandigheden buiten mijn invloed". De overige leden waren al in september 2016 op de hoogte gesteld. Tony Hadley werd vervangen door Ross William Wilde, een jonge zanger/acteur die onder andere in de Queen-musical We Will Rock You heeft gespeeld. 7 juli 2018 werd hij voorgesteld aan het publiek waarna  er een tournee kwam die 27 en 28 oktober 2018 Nederland aandeed.
Vijf maanden later was ook deze bezetting verleden tijd; Wild sloot zich aan bij de band Mercutio en maakte op 23 mei 2019 via Twitter bekend dat hij Spandau Ballet had verlaten. Gary Kemp toerde op dat moment door Amerika met Saucerful of Secrets, de band van Pink Floyd-drummer Nick Mason; hij zei dat er geen plannen waren voor een nieuwe Spandau-tournee zonder Tony Hadley. Martin Kemp bevestigde dat en wenste Wild veel succes met Mercutio. Steve Norman liet weten dat hij buiten alle beslissingen over de toekomst van de band werd gehouden.

## Discografie

### Albums
| Album met eventuele hitnotering(en) in de Nederlandse Album Top 100 | Datum van verschijnen | Datum van binnenkomst | Hoogste positie | Aantal weken | Opmerkingen   |
| ------------------------------------------------------------------- | --------------------- | --------------------- | --------------- | ------------ | ------------- |
| Journeys to Glory                                                   | 1981                  | 06-03-1983            |                 |              |               |
| Diamond                                                             | 1982                  | 12-03-1982            |                 |              |               |
| True                                                                | 1983                  | 02-04-1983            | 1(4wk)          | 45           |               |
| Parade                                                              | 1984                  | 07-07-1984            | 1(9wk)          | 34           |               |
| The Singles Collection / The Twelve-Inch Mixes                      | 1985                  | 23-11-1985            | 12              | 19           | Verzamelalbum |
| Through the Barricades                                              | 1986                  | 29-11-1986            | 2               | 26           |               |
| Heart Like a Sky                                                    | 1989                  | 07-10-1989            | 21              | 7            |               |
| The Best of Spandau Ballet                                          | 1991                  | 12-10-1991            | 19              | 10           | Verzamelalbum |
| Gold: The Best of Spandau Ballet                                    | 2001                  | 24-02-2001            | 40              | 4            | Verzamelalbum |
| Once More                                                           | 23-10-2009            | 31-10-2009            | 46              | 4            | Verzamelalbum |

| Album met hitnotering(en) in de Vlaamse Ultratop 200 albums | Datum van verschijnen | Datum van binnenkomst | Hoogste positie | Aantal weken | Opmerkingen   |
| ----------------------------------------------------------- | --------------------- | --------------------- | --------------- | ------------ | ------------- |
| The Story: The Very Best of Spandau Ballet                  | 2014                  | 25-10-2014            | 102             | 3            | Verzamelalbum |

### Singles
| Single met eventuele hitnotering(en) in de Nederlandse Top 40 | Datum van verschijnen | Datum van binnenkomst | Hoogste positie | Aantal weken | Opmerkingen                      |
| ------------------------------------------------------------- | --------------------- | --------------------- | --------------- | ------------ | -------------------------------- |
| Muscle Bound                                                  | 1981                  | 23-05-1981            | 26              | 6            |                                  |
| Chant No. 1 (I Don't Need This Pressure On)                   | 1981                  | 22-08-1981            | 31              | 4            |                                  |
| True                                                          | 1983                  | 28-05-1983            | 4               | 8            |                                  |
| Gold                                                          | 1983                  | 10-09-1983            | 2               | 10           |                                  |
| Pleasure                                                      | 1983                  | 26-11-1983            | tip10           | -            |                                  |
| Only When You Leave                                           | 1984                  | 09-06-1984            | 2               | 12           | Veronica Alarmschijf Hilversum 3 |
| I'll Fly for You                                              | 1984                  | 08-09-1984            | 27              | 4            |                                  |
| Highly Strung                                                 | 1984                  | 03-11-1984            | 32              | 3            |                                  |
| Round and Round                                               | 1985                  | 26-01-1985            | tip9            | -            |                                  |
| Fight for Ourselves                                           | 1986                  | 26-07-1986            | 16              | 6            | Veronica Alarmschijf Radio 3     |
| Through the Barricades                                        | 1986                  | 22-11-1986            | 3               | 12           |                                  |
| How Many Lies?                                                | 1987                  | 07-03-1987            | 25              | 5            |                                  |
| Raw                                                           | 1988                  | 24-09-1988            | 27              | 4            |                                  |
| Be Free with Your Love                                        | 1989                  | 23-09-1989            | 33              | 3            |                                  |

| Single met hitnotering(en) in de Vlaamse Ultratop 50 | Datum van verschijnen | Datum van binnenkomst | Hoogste positie | Aantal weken | Opmerkingen |
| ---------------------------------------------------- | --------------------- | --------------------- | --------------- | ------------ | ----------- |
| True                                                 | 1983                  | 04-06-1983            | 9               | 8            |             |
| Gold                                                 | 1983                  | 17-09-1983            | 3               | 12           |             |
| Only When You Leave                                  | 1984                  | 16-06-1984            | 5               | 12           |             |
| Fight for Ourselves                                  | 1986                  | 02-08-1986            | 20              | 7            |             |
| Through the Barricades                               | 1986                  | 29-11-1986            | 10              | 11           |             |
| How Many Lies?                                       | 1987                  | 07-03-1987            | 25              | 7            |             |
| Raw                                                  | 1988                  | 08-10-1988            | 22              | 3            |             |
| This Is the Love                                     | 2014                  | 25-10-2014            | tip25           | -            |             |

### NPO Radio 2 Top 2000
| Nummers met noteringen in de NPO Radio 2 Top 2000 | '99 | '00  | '01  | '02  | '03  | '04  | '05  | '06  | '07  | '08  | '09  | '10  | '11  | '12  | '13  | '14  | '15  | '16  | '17  | '18  | '19  | '20  | '21 | '22 | '23 | '24 |
| ------------------------------------------------- | --- | ---- | ---- | ---- | ---- | ---- | ---- | ---- | ---- | ---- | ---- | ---- | ---- | ---- | ---- | ---- | ---- | ---- | ---- | ---- | ---- | ---- | --- | --- | --- | --- |
| Gold                                              | 582 | 668  | 947  | 796  | 1023 | 874  | 972  | 1125 | 1241 | 1037 | 1063 | 1028 | 1102 | 1041 | 1113 | 1031 | 1233 | 1173 | 1182 | 1100 | 1022 | 1069 | 953 | 935 | 815 | 825 |
| Only When You Leave                               | -   | 1789 | 1760 | 1923 | -    | -    | -    | -    | -    | -    | -    | -    | -    | -    | -    | -    | -    | -    | -    | -    | -    | -    | -   | -   | -   | -   |
| Through the Barricades                            | 225 | 291  | 221  | 290  | 371  | 439  | 522  | 548  | 635  | 486  | 578  | 541  | 620  | 844  | 709  | 538  | 583  | 689  | 590  | 755  | 708  | 759  | 671 | 720 | 692 | 824 |
| True                                              | 998 | 805  | 896  | 1132 | 1434 | 1560 | 1796 | 1812 | -    | 1835 | 1965 | -    | -    | -    | -    | 1961 | -    | -    | 1852 | 1974 | 1877 | 1939 | -   | -   | -   | -   |

1. ↑  Een '-' betekent dat het nummer niet was genoteerd en een vetgedrukt getal geeft de hoogste notering van een nummer aan.

### Dvd's
| Dvd's met hitnoteringen in de Nederlandse Music Top 30 | Datum van verschijnen | Datum van binnenkomst | Hoogste positie | Aantal weken | Opmerkingen |
| ------------------------------------------------------ | --------------------- | --------------------- | --------------- | ------------ | ----------- |
| Through the Barricades                                 | 2004                  | 11-09-2004            | 6               | 1            |             |
| The Reformation Tour 2009 - Live at the O2             | 2010                  | 24-02-2010            | 18              | 4            |             |